# Backbox
Die Backbox, auch teilweise als Blackbox bezeichnet, soll einige Schwierigkeiten frei schwebender Tremolos  beim Gitarrenspiel beheben. Sie kann beispielsweise von Nutzern von Floyd-Rose-Systemen verwendet werden.
Die bekannten Schwierigkeiten eines Floyd-Rose-Tremolos, nämlich die sofortige Verstimmung beim Reißen einer Saite sowie die Tatsache, dass das Spielen mit aufgelegtem Handballen der rechten Hand regelmäßig leichte Verstimmungen produziert, werden durch die Backbox zumindest teilweise beseitigt.
Eingesetzt in die auf der Rückseite der Gitarre gelegenen Federkammer des Tremolos drückt die Backbox gegen den Tremoloblock und stellt somit eine Unterstützung für den Saitenzug dar. Der Widerstand ist verstellbar. Somit verstimmt sich die Gitarre beim Saitenriß nicht sofort, und auch das Auflegen des Handballens wird kompensiert. Trotzdem ist es immer noch möglich, durch den Tremolohebel die Tonhöhe zu beeinflussen. Die Erniedrigung des Tones ist uneingeschränkt möglich, Tonerhöhungen erfordern nun etwas mehr Kraft, da der Widerstand der Backbox erst überwunden werden muss.
Erhöht man die Federspannung in der Federkammer nach Einbau der Backbox noch etwas mehr als nötig und gleicht den Widerstand der Backbox an, gestaltet sich das Stimmen frei schwebender Tremolosysteme ebenfalls komfortabler, da der Saitenzug nun das Tremolo nicht mehr nach oben zieht.